# Kosakonia
El género Koskonia, de reciente creación (Brady et al. 2013), engloba a bacterias Gram negativas, mótiles por flagelos, anaerobias facultativas, no esporuladas o no esporuladoras y de morfología bacilar pertenecientes al phyllum Proteobacteria, clase Gammaproteobacteria, orden Enterobacterales y familia Enterobacteriaceae. Este género lo componen antiguos integrantes del género Enterobacter, tales como E. cowanii, E. oryzae, E. arachidis y E. radicincitans, adscritos hasta 2013 en dicho género y ahora reclasificados, por análisis filogenético del ARNr16S y MLSA y secuenciación parcial de los genes codificantes gyrB, rpoB, infB y atpD, dentro del género Kosakonia como K. cowanii, K. oryzae, K. arachidis y K. radicincitans, respectivamente.